# À l'assaut du boulevard
Pour plus de détails, voir Fiche technique et Distribution.
À l'assaut du boulevard (Bucking Broadway) est un film muet américain réalisé par John Ford, sorti en 1917.

## Synopsis
Le cow-boy Cheyenne Harry travaille dans le ranch de Ben Clayton. Il tombe amoureux de la fille du propriétaire et décide de lui construire une maison. Pendant ce temps, Helen Clayton, elle, tombe amoureuse de Thornton, un marchand de chevaux de passage dans la ville.

## Fiche technique
- Titre : À l'assaut du boulevard
- Titre original : Bucking Broadway
- Réalisation : John Ford
- Scénario : George Hively
- Production : Harry Carey
- Photographie : John W. Brown et Ben F. Reynolds
- Société de production : Universal Film Manufacturing Company
- Société de distribution : Universal Film Manufacturing Company
- Pays de production :  États-Unis
- Langue : anglais
- Format : Noir et blanc - Film muet - 35 mm
- Genre : Western
- Durée : 53 minutes - 5 bobines
- Date de sortie : 
  - États-Unis : 24 décembre 1917

## Distribution
- Harry Carey : Cheyenne Harry
- Molly Malone : Helen Clayton
- L. M. Wells : Ben Clayton
- Vester Pegg : Thornton
- William Gettinger : Foreman
- Gertrude Astor : Gladys (non-créditée)
- Martha Mattox : cliente choquée du magasin (non-créditée)

## Autour du film
On a longtemps pensé que ce film était définitivement perdu mais il a été retrouvé (2004) et restauré aux Archives françaises du film du Centre national de la cinématographie. Il était disponible avec la revue Cinema|08 et peut être visionné en ligne sur le site Europa Film Treasures.

## Commentaire
Selon un article du Moving Picture World daté de 1917, dans À l'assaut du boulevard « Jack [John] Ford démontre ce qu'il sait faire : faire entrer la vie dans ses scènes».